# 에게
에게(Aegean cat)는 그리스 키클라데스 제도에서 서식하는 고양이과 동물이다. 인간의 간섭 없이 자라는 자연 고양이로 간주된다. 에게는 1990년대 초 그리스의 고양이과 동물에 의해 정식 품종으로 개발되기 시작했지만, 아직까지 그 품종은 어떤 주요 애호가 및 사육자 단체에서도 인정받지 못하고 있다. 그리스 토종 고양이 중 유일한 품종으로 간주된다.

## 특징
에게는 중간 크기의 근육질의 중장모 고양이이다. 털은 이색 또는 삼색이며, 거의 항상 흰색을 띤다. 흰색은 보통 몸의 1/4에서 9/10 사이를 차지한다. 그들의 털 색깔은 다른 많은 색깔과 무늬를 포함할 수 있다. 그들의 발은 중간 크기이고 둥근 모양을 가지고 있다. 꼬리는 길고 갈고리 모양도 종종 존재한다. 귀는 넓고, 끝이 둥글며 털로 덮여 있다. 눈은 아몬드 모양을 하고 있으며, 색깔은 녹색, 파란색, 노란색이 있다.
에게는 물과 낚시에 대한 친화력으로 유명하다. 이 품종은 선택적 교배가 아닌 자연적으로 번식할 수 있었기 때문에 대부분의 고양이 유전병을 갖지 않는다.